# Шарлотта Амалія Гессен-Кассельська
Шарлотта Амалія Гессен-Кассельська (нім. Charlotte Amalie von Hessen-Kassel; 27 квітня 1650 — 27 березня 1714) — принцеса Гессен-Кассельська, дружина Кристіана V, короля Данії і Норвегії.

## Біографія
Шарлотта Амалія була дочкою ландграфа Гессен-Касселя Вільгельма VI і його дружини Ядвіґи Софії Бранденбурзької. Принцеса отримала суворе релігійне, реформатське (кальвіністське) виховання.
25 червня 1667 року в Нюкебінгу вона вийшла заміж за короля Данії і Норвегії Кристіана V. У шлюбному договорі було спеціально згадано, що Шарлотта Амалія і після шлюбу збереже своє реформатське віросповідання. Таким чином, вона була єдиною серед данських королев, що не змінили при сходженні на трон свою релігію на лютеранство. Втім, спочатку в Данії все ж робилися спроби примусити молоду королеву прийняти лютеранство, що була державною релігією Данії і Норвегії. У зв'язку з цим Шарлотті Амалії довелося звернутися за підтримкою до своєї матері і дядька, курфюрста Бранденбургу Фрідріха-Вільгельма I.
Королева Шарлотта Амалія стала дуже популярна в Данії з 1700 року, коли вона взяла активну участь в обороні країни проти вторгнення на острів Зеландія військ шведського короля Карла XII. Вона також значною мірою сприяла прийняттю Данією вигнаних з Франції гугенотів, яким Кристіан V надав своїм указом у 1685 році різні привілеї. У 1689 році, за особистою участі королеви, в Копенгагені була освячена перша реформатська церква. Шарлотта Амалія також досягла свободи віросповідання в Данії для всіх представників реформатських релігійних громад.
На честь королеви названо місто Шарлотта-Амалія, нині адміністративний центр Віргінських островів і копенгагенський замок Шарлоттенбург, перебудований за її вказівкою. У цьому палаці королева Шарлотта Амалія жила з 1699 року і до своєї смерті. Нині в ньому знаходиться Данська академія мистецтв. Похована королева в соборі міста Роскілле.

## Родина
У шлюбі з Кристіаном V у Шарлотти Амалії народилися діти:
- Фредерік (1671—1730), король Данії і Норвегії, у першому шлюбі був одружений з Луїзою Мекленбурзькою, у другому — з Анною Софією Ревентлов;
- Кристіан Вільгельм (1672—1673);
- Кристіан (1675—1695);
- Софія Гедвіга (1677—1735);
- Кристіана-Шарлотта (1679—1689);
- Карл (1680—1729);
- Вільгельм (1687—1705).